# ストレイ・ドッグ (バンド)
ストレイ・ドッグ (Stray Dog) は、アメリカ合衆国テキサス州出身のロックバンド。

## 概要・来歴
エマーソン・レイク・アンド・パーマー（ELP）のアメリカ・ツアーの前座を務めたことがきっかけで、グレッグ・レイクの誘いに応じて活動の場をロンドンへ移した。1973年、ELPが設立したマンティコア・レコードと契約し、アルバム『ストレイ・ドッグ I』をリリース、同年のELPのヨーロッパ・ツアーにも前座として同行している。
基本的にハード・ロックのギター・トリオで、ELPとの音楽上の共通点はあまりない。2ndアルバム発表時にキーボードとボーカルを加え5人編成のファンク系バンドに転身したが、程なく解散した。

## メンバー
- スナッフィ・ウォルデン (W. G. Snuffy Walden) - ギター、リード・ボーカル
- アル・ロバーツ (Alan Roberts) - ベース、キーボード、ボーカル
- レスリー・サンプソン (Leslie Sampson) - ドラム、パーカッション
- ティム・ドゥレイン (Tim Dulaine) - ギター、リード・ボーカル
- ルイス・カバザ (Luis Cabaza) - キーボード、ボーカル
- ランディ・リーダー (Randy Reader) - ドラム、ボーカル

ゲスト・プレーヤー
- ジョン・ラビット・バンドリック (John "Rabbit" Bundrick) - オルガン、ピアノ
- メル・コリンズ (Mel Collins) - フルート

## ディスコグラフィ

### アルバム
- 『ストレイ・ドッグ I』 - Stray Dog (1973年)
- 『迷える犬』 - While You're Down There (1974年)
- Fasten Your Seat Belts (1993年) ※1973年録音
- Live from the Whiskey a Go-Go (March 15, 1975) (2010年)